# Gamstädt
Gamstädt is een plaats en voormalige gemeente in de Duitse deelstaat Thüringen. Sinds 2009 maakt Gamstädt deel uit van de landgemeente Nesse-Apfelstädt in het landkreis Gotha.